# Yushlali
Yushlali  (Yuc-la’-li), jedno od šesnaest sela Takelma Indijanaca, jezična porodica takilman, koje spominje američki etnolog i jezikoslovac J. O. Dorsey u Jour. Am. Folk-lore, III, 235, 1890. Nalazilo na južnoj obali rijeke Rogue u jugozapadnom Oregonu.